# Claire Cooper
Claire Cooper, född 26 oktober 1980 i Wakefield, är en brittisk skådespelare. Hon är sedan 2015 gift med skådespelaren Emmett J. Scanlan.
Claire Cooper har bland annat spelat Jacqui McQueen under många år i TV-serien Hollyoaks. Hon har även spelat en av huvudrollerna i den brittiska dramaserien The Hardacres.

## Filmografi (i urval)
- 2007–2023 – Hollyoaks (TV-serie)
- 2024 – The Hardacres (TV-serie)